# لوومت‌آمفتامین
لوومت‌آمفتامین شکل چپ‌گرد (ال-انانتیومر) ترکیب مت‌آمفتامین است. لوومت‌آمفتامین یک منقبض‌کننده عروق مقلد سمپاتیک است که ماده فعال برخی از داروهای ضد احتقان بینی بدون نسخه (OTC) در ایالات متحده است.

## فارماکولوژی
لوومت آمفتامین از سد خونی-مغزی عبور می‌کند و به عنوان آگونیست TAAR1 عمل می‌کند. به عنوان یک عامل آزادکننده انتخابی نوراپی‌نفرین (با تأثیر کم یا بدون تأثیر بر روی آزادسازی دوپامین) عمل می‌کند، بنابراین بر دستگاه عصبی مرکزی تأثیر می‌گذارد، اگرچه اثرات آن از نظر کیفی نسبت به دکسترومت‌آمفتامین متمایز است. پتانسیل سرخوشی یا اعتیادی که دکسترومفت‌آمفتامین دارد را ندارد. از جمله اثرات فیزیولوژیکی آن می‌توان به انقباض عروق اشاره کرد که آن را برای رفع احتقان بینی مفید می‌کند. نیمه عمر حذف لوومت‌آمفتامین بین ۱۳٫۳ تا ۱۵ ساعت است، در حالی که نیمه عمر دکسترومت‌آمفتامین حدود ۱۰٫۵ ساعت است.

## عوارض جانبی
هنگامی که داروی ضداحتقان بینی بیش از حد مصرف شود، لوومت‌آمفتامین دارای عوارض جانبی بالقوه‌ای است که مشابه سایر داروهای مقلد سمپاتیک است. این اثرات شامل فشار خون بالا (افزایش فشار خون)، تاکی‌کاردی (ضربان سریع قلب)، حالت تهوع، دل پیچه، سرگیجه، سردرد، تعریق، تونوس ماهیچه‌ای و لرزش است. عوارض جانبی مرکزی ممکن است شامل اضطراب، بی‌خوابی و از دست دادن اشتها باشد.

## یادداشت
1. ↑  دیگر نام‌ها عبارتند از ال- مت‌آمفتامین، لوودزوکسی‌افدرین، ال-دزوکسی‌افدرین، لومت‌آمفتامین (INN و USAN).